# Popular Music (czasopismo)
Popular Music – czasopismo naukowe wydawane przez Cambridge University Press poświęcone badaniom naukowym nad muzyką rozrywkową.
Czasopismo publikuje artykuły naukowe dotyczące muzyki rozrywkowej. Poruszane zagadnienia to m.in. tworzenie się grup społecznych związanych z muzyką rozrywkową, przemysł muzyczny czy wzajemne relacje różnych aspektów muzyki rozrywkowej. Pismo zawiera też recenzje książek naukowych. Ukazuje się od 1981 roku. Temat pierwszego numeru brzmiał: Folk or Popular? Distinctions, Influences, Continuities.
Pismo znajduje się na liście ERIH Plus, w związku z czym w wykazie czasopism punktowanych przez Ministerstwo Nauki i Szkolnictwa Wyższego z 2015 roku znajdowało się na liście C z 10 punktami.